# Pont de Bressonnaz (Bressonnaz)
Pour les articles homonymes, voir Pont de Bressonnaz.
Le pont de Bressonnaz est un pont en pierre situé dans le canton de Vaud en Suisse, au sud de Moudon. Il passe au-dessus de la rivière Bressonne ou Bressonnaz, peu après après la confluence de cette dernière avec le Carrouge, qui est un de ses affluents principaux. 

## Localisation
Il est situé dans la localité de Bressonnaz, à la limite des communes de Moudon et de Vulliens. Il se trouve sur le cours du Carrouge, à quelques mètres en amont de la confluence avec la Broye.

## Histoire
Il a été construit au début du XVIIIe siècle, sur l'axe Vevey Moudon.

## Caractéristiques
Il s'agit d'un pont à plein cintre composé à une arche. Il est fabriqué en pierre de taille.

### Sources
- le Pont de Bressonnaz, sur l'Inventaire des voies de communication historiques de la Suisse